# Vera Spiridonovna Ljubatovič
Vera Spiridonovna Ljubatovič, in russo Вера Спиридоновна Любатович? (Mosca, 7 agosto 1855 – Mosca, 1º gennaio 1908), è stata una rivoluzionaria russa.

## Biografia
Vera nacque in una famiglia nobile. Il padre, ingegnere, era un rifugiato politico montenegrino e la madre, Marija Petrovna Teraeva, era la figlia di un proprietario di miniere d'oro. Donna di notevole cultura, morì nel 1863, lasciando un figlio primogenito e altre tre figlie, Ol'ga (1854-1917), Tat'jana (1859-1932) e Klavdija (1860-1924).
Dopo gli studi ginnasiali, nel 1871 si trasferì con la sorella Ol'ga in Svizzera per studiare nella Facoltà di Medicina dell'Università di Zurigo. Come la sorella fece parte del gruppo di emigrati russi che avevano fondato l'Organizzazione socialrivoluzionaria panrussa e lavorò nella tipografia dove si stampava il periodico socialista in lingua russa «Vperëd» (Avanti) di Pëtr Lavrov.

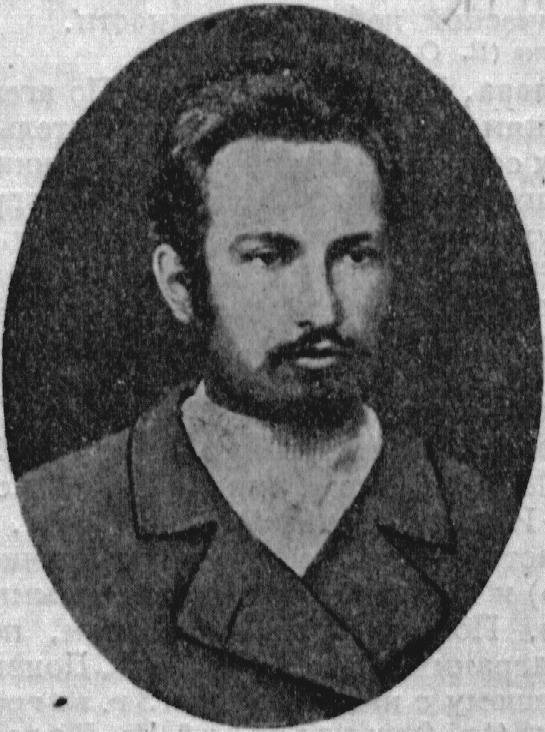
Viktor Ostaškin

In Svizzera, la polizia segreta zarista era molto attiva nello spionaggio e nella schedatura degli emigrati: così, appena Vera tornò in Russia, il 28 ottobre 1874, fu arrestata e trasferita nel carcere di Char'kov. Ne uscì dietro cauzione ai primi del 1875 e fu prosciolta in istruttoria il 3 marzo 1876.
Intanto a Mosca si era unita al gruppo dell'Organizzazione socialrivoluzionaria panrussa che le causò nell'agosto del 1875 un nuovo arresto, a cui oppose resistenza. Rinviata a giudizio con i suoi compagni per associazione sovversiva, resistenza, detenzione e diffusione di materiale illegale, il 26 marzo 1877, nel «processo dei 50», fu condannata a sei anni di lavoro forzato in fabbrica. In appello, la pena le fu commutata nel confino in Siberia, e fu inviata a Tara.
Qui conobbe Viktor Ostaškin (1854-1903?), un altro esiliato, condannato nel processo dei 193, e nel 1880 lo sposò. Da Tara furono espulsi nel 1881 per aver esercitato «influenze negative» sui contadini del luogo e inviati a Karčinskuj, nel distretto di Krasnojarsk. Vissero dal 1882 a Minusinsk e poi a Jeniseisk, finché intorno al 1890 poterono far ritorno nella Russia europea, in libertà vigilata.
Si stabilirono a Orël. Mentre dal 1903 mancano ulteriori notizie su Ostaškin, di Vera Ljubatovič si sa solo che visse ancora a Mosca, dove morì il 1º gennaio 1908 e fu sepolta nel cimitero di Vagan'kovo.